# Madžarske rune
Madžarske rune (madžarsko Székely rovásírás ali krajše kar rovás) je starodavna madžarska pisava, ki izvira iz turške runske pisave orhon. Zelo podobno pisavo so uporabljali tudi Huni. Z izjemo nekoliko podobne oblike najverjetneje nima nobene povezave z germanskimi runami.
Zapisi v madžarskih runah so se največkrat zapisovali na glinene ploščice, najpogosteje  v bustrafedonskem slogu: prva vrstica se je zapisala od leve proti desni, druga od desne proti levi s prezrcaljenimi črkami, tretja spet od leve proti desni itd. 
Hkrati so uporabljali lasten številski sistem, ki nekoliko spominja na rimske številke. Na palice so vrezovali število glav živine, palice pa so zatem v izogib sporom razrezali po dolgem. 
Madžarske rune so se uporabljale do približno leta 1000, dokler ni prvi krščanski madžarski kralj István I. (sv. Štefan I.) uvedel latinico (ki se uporablja še danes) in ukazal uničiti vse zapise v runah. Kljub temu se je ta pisava v odročnejših predelih Transilvanije ohranila vse do sredine 19. stoletja.
Madžarske rune so prvič omenjene v kroniki Simona Kézaia iz leta 13. stoletja, kjer navaja, da je madžarsko pleme Székely imelo stike z Vlahi in uporabljalo njihovo pisavo. Najstarejši ohranjen zapis z abecedo v runah je inkunabula iz leta 1483, najdena v moravskem gradu Nikolsburg (danes Mikulov).
Pisava se danes aktivno ne uporablja več, vendar so Madžari, posebno tisti iz Transilvanije, ponosni nanjo. Madžarske taborniške (skavtske) organizacije po svetu jo še vedno učijo. Poslužujejo so jo tudi nekatere madžarske desničarske organizacije za propagandne namene in pri grafitih.
Zanimivo je, da je starodavna runska abeceda vsebovala vse foneme madžarščine, medtem ko za danes uporabljano latinično to ne velja in obravnava nekatere kombinacije latiničnih črk kot eno črko, ki predstavlja fonem (npr. sz, gy, cs itd.)